# Emilian Țopa
Emilian Țopa (n. 9 februarie 1900, Cuciurul Mic, Districtul Zastavna, Bucovina, Austro-Ungaria – d. 10 februarie 1987, Iași) a fost un botanist român, director al grădinilor botanice din Cernăuți, Cluj și Iași.

## Biografie
Emilian Țopa a urmat liceul și Facultatea de Științe la Cernăuți, obținând în 1925 titlul de doctor în științe naturale. A fost conferențiar la disciplina botanică la București, Cluj și Iași. Paralel cu activitatea didactică, a condus grădinile botanice din Cernăuți (1926-1944), Cluj (1945-1963) și Iași (1963-1970). Emilian Țopa este ctitorul noii Grădini Botanice din Iași fiind cel care a organizat-o, în 1963, pe noul amplasament din Dealul Copoului.

## In memoriam
Un bust al profesorului Emilian Țopa se găsește în incinta Grădinii Botanice din Iași.